# آلبرت پاپ
آلبرت پاپ (انگلیسی: Albert Pape; ۱۳ ژوئن ۱۸۹۷ – ۱۸ نوامبر ۱۹۵۵) بازیکن فوتبال اهل بریتانیا بود.
از باشگاه‌هایی که در آن بازی کرده‌است می‌توان به باشگاه فوتبال دارون، باشگاه فوتبال فولام، باشگاه فوتبال هارتل پول یونایتد، باشگاه فوتبال بارسکو، باشگاه فوتبال هالیفاکس تاون، باشگاه فوتبال اشتون یونایتد، باشگاه فوتبال نلسون، باشگاه فوتبال منچستر یونایتد، باشگاه فوتبال نوتس کانتی، و باشگاه فوتبال لیتون اورینت اشاره کرد.